# مقاطعة كالوميت (ويسكونسن)
مقاطعة كالوميت (بالإنجليزية: Calumet County, Wisconsin)‏ هي إحدى مقاطعات ولاية ويسكونسن في الولايات المتحدة. ، وتبلغ مساحتها 397 ميل مربع (1,030 كـم2)، بلغ عدد سكانها 48971 نسمة في عام 2010 حسب إحصاء مكتب تعداد الولايات المتحدة .

## وصلات خارجية
- الموقع الرسمي
- United States Counties